# Matthew Anderson
Matthew John "Matt" Anderson, född 18 april 1987 i Buffalo i New York, är en amerikansk volleybollspelare. Anderson blev olympisk bronsmedaljör i volleyboll vid sommarspelen 2016 i Rio de Janeiro.